# Neon Jungle
Neon Jungle was een Britse meidengroep die werd opgericht in 2013, en bestaat uit vier vrouwen: Jess Plummer, Shereen Cutkelvin, Amira McCarthy en Asami Zdrenka.
De groep werd geformeerd na een serie van audities. De naam van de band werd bedacht in april 2013, toen ze werkten aan het liedje Welcome to the jungle dat op hun eerste album zal komen.
Op 30 augustus 2013 bracht de band haar eerste single uit: Trouble. Een maand later haalde deze single de 12e plaats in de UK Singles Chart. In oktober en november 2013 stond de band in het voorprogramma van Jessie J bij haar Alive Tour.
Neon Jungles tweede single, Braveheart, die in het Verenigd Koninkrijk uitkwam op 19 januari 2014, wist de vierde plek te halen. De single kwam in april even binnen in de Vlaamse Ultratip 100. De derde single: Welcome to the Jungle, verscheen in april in datzelfde jaar. Het debuutalbum en meteen het enige album, eveneens Welcome to the Jungle geheten, verscheen eveneens in 2014.
In juli 2015 werd bekend dat de groep stopte.

## Singles
| Single met eventuele hitnotering(en) in de Nederlandse Top 40 | Datum van verschijnen | Datum van binnenkomst | Hoogste positie | Aantal weken | Opmerkingen |
| ------------------------------------------------------------- | --------------------- | --------------------- | --------------- | ------------ | ----------- |
| Trouble                                                       | 30-08-2013            | -                     |                 |              |             |
| Braveheart                                                    | 17-01-2014            | -                     |                 |              |             |
| Welcome to the Jungle                                         | 20-04-2014            | -                     |                 |              |             |

## Trivia
- In het voorjaar van 2014 tekenden de leden van de band een contract bij modellenbureau Storm Model Management.